# Alnabat
Alnabat är en ort i Azerbajdzjan. Till 25 oktober 2011 hette orten Äliismayıllı: azerbajdzjanska: Əliismayıllı). Den ligger i distriktet Gädäbäy rajon, i den västra delen av landet, 400 kilometer väster om huvudstaden Baku. Alnabat ligger 1 478 meter över havet och antalet invånare är 1 295.
Terrängen runt Alnabat är huvudsakligen kuperad, men söderut är den bergig. Närmaste större samhälle är distriktshuvudorten Gädäbäy, 14,6 kilometer öster om Alnabat. 
Trakten runt Alnabat består i huvudsak av gräsmarker. Runt Alnabat är det ganska tätbefolkat, med 70 invånare per kvadratkilometer.